# Rally de Francia - Alsacia de 2011
El Rally de Alsacia de 2011, oficialmente 2º Rallye de France - Alsace, fue la segunda edición y la decimoprimera ronda de la temporada 2011 del Campeonato Mundial de Rally. Se celebró en los alrededores de Estrasburgo, Alsacia, entre el 30 de septiembre y el 2 de octubre y la prueba contó con 337.43 km cronometrados repartidos en veintitrés tramos sobre asfalto. Fue además la séptima ronda del campeonato Super 2000 y la quinta ronda de la Academia WRC.
El vencedor fue el francés Sébastien Ogier que logró su quinta victoria de la temporada a bordo del Citroën DS3 WRC. Segundo fue Dani Sordo que terminó a solo 6,3 segundos de Ogier con el Mini John Cooper Works WRC. Tercero fue Mikko Hirvonen con un Ford Fiesta WRC que terminó con solo cuatro segundos de ventaja sobre su compañero Jari-Matti Latvala.
El ganador en la categoría Super 2000 fue Ott Tänak y en la Academia WRC Alastair Fisher.

## Itinerario y ganadores
| Día             | Tramo | Hora  | Nombre                    | Distancia | Ganador                            | Tiempo  | Velo. media | Líder rally     |
| --------------- | ----- | ----- | ------------------------- | --------- | ---------------------------------- | ------- | ----------- | --------------- |
| Día 1 (30 sept) | SS1   | 7:48  | Klevener 1                | 9.68 km   | Sébastien Loeb                     | 5:41.7  | 101.98 km/h | Sébastien Loeb  |
| Día 1 (30 sept) | SS2   | 8:14  | Ungersberg 1              | 15.45 km  | Sébastien Ogier                    | 9:03.5  | 102.34 km/h | Sébastien Loeb  |
| Día 1 (30 sept) | SS3   | 9:19  | Pays d'Ormont 1           | 36.00 km  | Sébastien Ogier                    | 19:26.7 | 111.08 km/h | Sébastien Ogier |
| Día 1 (30 sept) | SS4   | 10:12 | Salm 1                    | 13.06 km  | Jari-Matti Latvala                 | 7:03.1  | 111.12 km/h | Sébastien Ogier |
| Día 1 (30 sept) | SS5   | 13:23 | Klevener 2                | 9.68 km   | Sébastien Ogier                    | 5:42.7  | 101.69 km/h | Sébastien Ogier |
| Día 1 (30 sept) | SS6   | 13:49 | Ungersberg 2              | 15.45 km  | Dani Sordo Petter Solberg          | 9:04.9  | 102.07 km/h | Sébastien Ogier |
| Día 1 (30 sept) | SS7   | 14:54 | Pays d'Ormont 2           | 36.00 km  | Petter Solberg                     | 19:33.4 | 110.45 km/h | Petter Solberg  |
| Día 1 (30 sept) | SS8   | 15:47 | Salm 2                    | 13.06 km  | Dani Sordo                         | 7:03.8  | 110.94 km/h | Dani Sordo      |
| Día 2 (1 oct)   | SS9   | 8:23  | Hohlandsbourg 1           | 9.87 km   | Sébastien Ogier                    | 5:19.6  | 111.18 km/h | Dani Sordo      |
| Día 2 (1 oct)   | SS10  | 8:41  | Firstplan 1               | 16.50 km  | Petter Solberg                     | 8:18.0  | 119.28 km/h | Petter Solberg  |
| Día 2 (1 oct)   | SS11  | 9:10  | Vallée de Munster 1       | 22.26 km  | Sébastien Ogier                    | 11:15.0 | 118.72 km/h | Sébastien Ogier |
| Día 2 (1 oct)   | SS12  | 10:33 | Grand Ballon 1            | 24.02 km  | Dani Sordo                         | 13:28.1 | 107.01 km/h | Dani Sordo      |
| Día 2 (1 oct)   | SS13  | 13:02 | Hohlandsbourg 2           | 9.87 km   | Petter Solberg Sébastien Ogier     | 5:24.4  | 109.53 km/h | Sébastien Ogier |
| Día 2 (1 oct)   | SS14  | 13:20 | Firstplan 2               | 16.50 km  | Sébastien Ogier                    | 8:16.3  | 119.69 km/h | Sébastien Ogier |
| Día 2 (1 oct)   | SS15  | 13:49 | Vallée de Munster 2       | 22.26 km  | Sébastien Ogier                    | 11:17.6 | 118.26 km/h | Sébastien Ogier |
| Día 2 (1 oct)   | SS16  | 15:12 | Grand Ballon 2            | 24.02 km  | Jari-Matti Latvala                 | 13:31.5 | 106.56 km/h | Sébastien Ogier |
| Día 2 (1 oct)   | SS17  | 16:56 | Mulhouse                  | 3.09 km   | Sébastien Ogier                    | 2:21.9  | 78.39 km/h  | Sébastien Ogier |
| Día 3 (2 oct)   | SS18  | 7:18  | Gravière de Bischwiller 1 | 5.52 km   | Jari-Matti Latvala                 | 2:51.0  | 116.21 km/h | Sébastien Ogier |
| Día 3 (2 oct)   | SS19  | 8:27  | Vignoble de Cleebourg 1   | 10.61 km  | Dani Sordo                         | 5:54.6  | 107.72 km/h | Sébastien Ogier |
| Día 3 (2 oct)   | SS20  | 9:48  | Haguenau 1                | 4.20 km   | Jari-Matti Latvala                 | 3:11.6  | 78.91 km/h  | Sébastien Ogier |
| Día 3 (2 oct)   | SS21  | 10:18 | Gravière de Bischwiller 2 | 5.52 km   | Jari-Matti Latvala                 | 2:47.2  | 118.85 km/h | Sébastien Ogier |
| Día 3 (2 oct)   | SS22  | 11:27 | Vignoble de Cleebourg 2   | 10.61 km  | Jari-Matti Latvala Sébastien Ogier | 5:50.3  | 109.04 km/h | Sébastien Ogier |
| Día 3 (2 oct)   | SS23  | 13:08 | Haguenau 2 (Power stage)  | 4.20 km   | Jari-Matti Latvala                 | 3:09.4  | 79.83 km/h  | Sébastien Ogier |

### Power Stage
| Pos | Piloto             | Tiempo | Difer. | Veloc. media | Puntos |
| --- | ------------------ | ------ | ------ | ------------ | ------ |
| 1   | Jari-Matti Latvala | 3:09.4 | 0.0    | 79.83 km/h   | 3      |
| 2   | Dani Sordo         | 3:11.5 | +2.1   | 78.96 km/h   | 2      |
| 3   | Sébastien Ogier    | 3:11.9 | +2.5   | 78.79 km/h   | 1      |

## Clasificación final

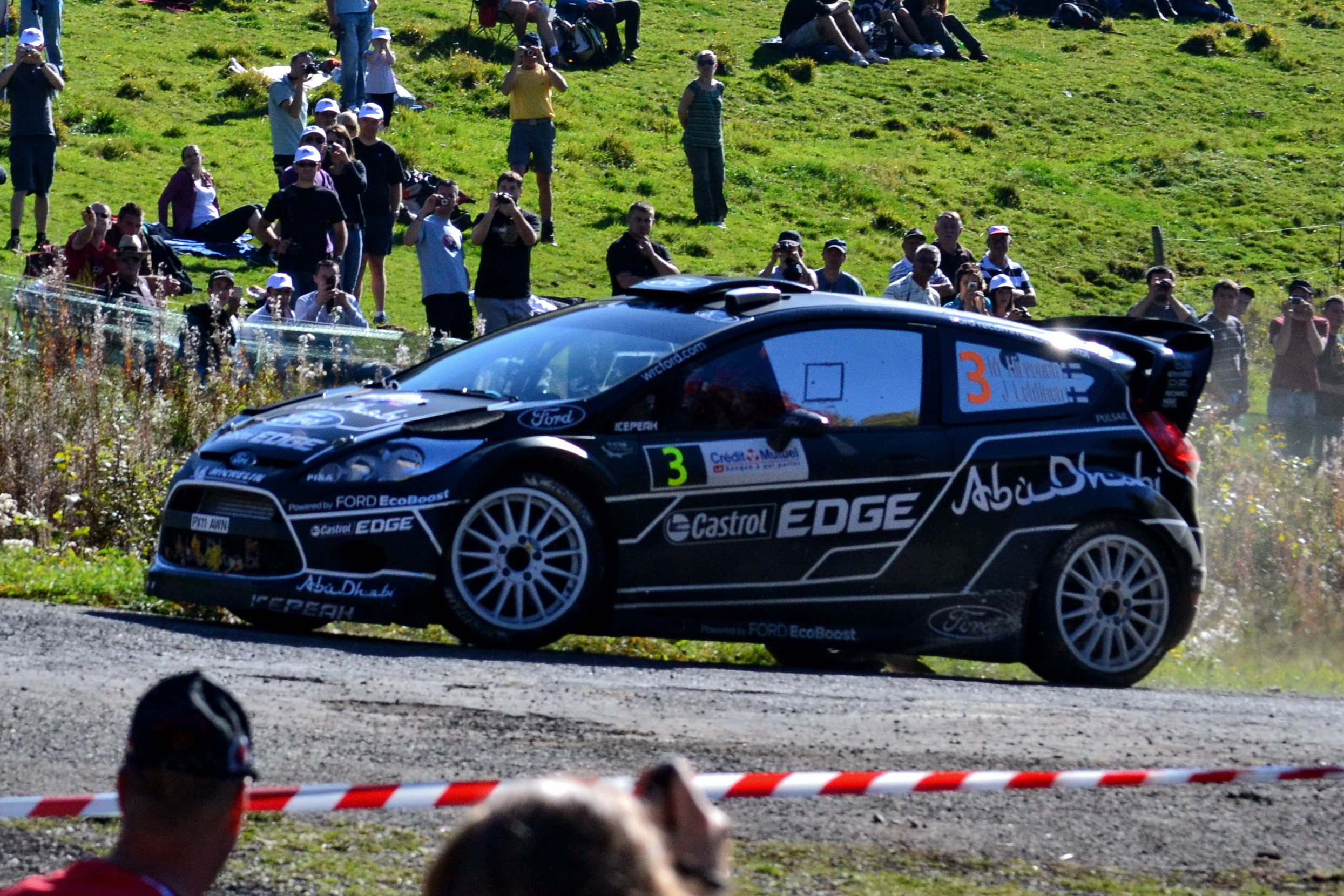
Mikko Hirvonen con el Ford Fiesta WRC terminó en la tercera plaza del podio.

| Pos.        | Piloto              | Copiloto            | Automóvil                  | Tiempo    | Diferencia | Puntos  |
| General     | General             | General             | General                    | General   | General    | General |
| ----------- | ------------------- | ------------------- | -------------------------- | --------- | ---------- | ------- |
| 1.          | Sébastien Ogier     | Julien Ingrassia    | Citroën DS3 WRC            | 3:06:20.4 | 0.0        | 25+1    |
| 2.          | Dani Sordo          | Carlos Del Barrio   | Mini John Cooper Works WRC | 3:06:26.7 | 6.3        | 18+2    |
| 3.          | Mikko Hirvonen      | Jarmo Lehtinen      | Ford Fiesta RS WRC         | 3:09:47.0 | 3:26.6     | 15      |
| 4.          | Jari-Matti Latvala  | Miikka Anttila      | Ford Fiesta RS WRC         | 3:09:50.7 | 3:30.3     | 12+3    |
| 5.          | Dennis Kuipers      | Frédéric Miclotte   | Ford Fiesta RS WRC         | 3:13:02.4 | 6:42.0     | 10      |
| 6.          | Henning Solberg     | Ilka Minor          | Ford Fiesta RS WRC         | 3:13:28.7 | 7:08.3     | 8       |
| 7.          | Mads Østberg        | Jonas Andersson     | Ford Fiesta RS WRC         | 3:14:18.7 | 7:58.3     | 6       |
| 8.          | Ken Block           | Alex Gelsomino      | Ford Fiesta RS WRC         | 3:14:45.9 | 8:25.5     | 4       |
| 9.          | Pierre Campana      | Sabrina De Castelli | Mini John Cooper Works WRC | 3:14:59.1 | 8:38.7     | 2       |
| 10.         | Matthew Wilson      | Scott Martin        | Ford Fiesta RS WRC         | 3:16:21.2 | 10:00.8    | 1       |
| SWRC        |                     |                     |                            |           |            |         |
| 1. (11.)    | Ott Tänak           | Kuldar Sikk         | Ford Fiesta S2000          | 3:17:52.1 | 0.0        | 25      |
| 2. (13.)    | Eyvind Brynildsen   | Timo Alanne         | Škoda Fabia S2000          | 3:20:25.8 | 2:33.7     | 18      |
| 3. (14.)    | Martin Prokop       | Jan Tománek         | Ford Fiesta S2000          | 3:20:32.8 | 2:40.7     | 15      |
| 4. (15.)    | Bernando Sousa      | Paulo Babo          | Ford Fiesta S2000          | 3:22:27.0 | 4:34.9     | 12      |
| 5. (26.)    | Juho Hänninen       | Mikko Markkula      | Škoda Fabia S2000          | 3:49:21.6 | 31:29.5    | 10      |
| 6. (27.)    | Julien Maurin       | Olivier Ural        | Ford Fiesta S2000          | 3:49:26.1 | 31:34.0    | 8       |
| WRC Academy |                     |                     |                            |           |            |         |
| 1.          | Alastair Fisher     | Daniel Barritt      | Ford Fiesta R2             | 3:06:01.5 | 0.0        | 25+3    |
| 2.          | José Antonio Suárez | Cándido Carrera     | Ford Fiesta R2             | 3:06:42.0 | 40.5       | 18+1    |
| 3.          | Yeray Lemes         | Rogelio Peñate      | Ford Fiesta R2             | 3:10:29.2 | 4:27.7     | 15+6    |
| 4.          | Sepp Wiegand        | Claudia Harloff     | Ford Fiesta R2             | 3:12:23.2 | 6:21.7     | -       |
| 5.          | Molly Taylor        | Sebastian Marshall  | Ford Fiesta R2             | 3:24:06.0 | 18:04.5    | 10      |
| 6.          | Timo van der Marel  | Erwin Berkhof       | Ford Fiesta R2             | 3:36:39.3 | 30:37.8    | 8       |
| 7.          | Miko-Ove Niinemäe   | Timo Kasesalu       | Ford Fiesta R2             | 3:38:49.0 | 32:47.5    | 6       |
| 8.          | Fredrik Åhlin       | Bjorn Nilsson       | Ford Fiesta R2             | 3:42:34.7 | 36:33.2    | 4       |